# Sapromyza pseudopaca
Sapromyza pseudopaca är en tvåvingeart som beskrevs av Shatalkin 1993. Sapromyza pseudopaca ingår i släktet Sapromyza och familjen lövflugor. Inga underarter finns listade i Catalogue of Life.